# Acanthopsylla richardsoni
Acanthopsylla richardsoni är en loppart som beskrevs av Smit 1953. Acanthopsylla richardsoni ingår i släktet Acanthopsylla och familjen Pygiopsyllidae. Inga underarter finns listade i Catalogue of Life.